# Goodbye Volcano High
Goodbye Volcano High — повествовательная приключенческая инди-игра. Дата выхода — 29 августа 2023 года для PlayStation 4, PlayStation 5 и Windows. В ней игрок управляет антропоморфным динозавром — небинарным подростком по имени Фэнг. Он/Она переживает вместе со своими друзьями последние дни перед падением метеорита, который уничтожит всех динозавров.
Игра была разработана KO_OP, независимой студией в Монреале, Канада. Команда хотела создать игру с эмоциональной историей, где герои оказываются в непредвиденных для себя обстоятельствах и переживают личностный рост. Идея сделать героев динозаврами пришла случайно. Выход игры переносился несколько раз, так как разработчики полностью переделывали сценарий, также на разработку повлияла пандемия COVID-19.
Из-за того, что в игре есть небинарный герой, а сами разработчики открыто выступают за права ЛГБТ, студия и сама игра стали предметом отрицательного внимания со стороны троллей из 4chan, развернувших кампанию по травле игры и её разработчиков. Они, в том числе, создали пародийную игру Snoot Game, набравшую свою фанатскую аудиторию и находящуюся во враждебных отношениях с фанатами Volcano High.

## Игровой процесс и сюжет
Игра представляет собой повествовательную приключенческую игру, где игрок должен отвечать на диалоги и влиять на общее развитие сюжета, в игре есть несколько вариантов концовок в зависимости от выбора игрока. В Volcano High также есть музыкальные мини-игры. Игрок управляет Фэнг — небинарной личностью и от его/её имени взаимодействует с другими персонажами и решает, как Фэнг будет реагировать на те или иные ситуации.
Основное действие происходит в мире разумных антропоморфных динозавров, построивших постиндустриальную цивилизацию — аллюзию на северную Америку XXI века. Главными героями становятся члены музыкальной банды «VVorm Drama», в чей состав входят вокалист(ка) Фэнг (Лаклан Уотсон), гитаристка Триш (Озиома Акага) и барабанщик Рид (Марк Уиттен). Важную роль в сюжете также играют президент школьного совета Наоми (Аллегра Кларк) и брат Фэнг — Насер (Эйб Буэно-Джаллад). Все они живут своей обыкновенной жизнью в старших классах школы «Волкейно Хай», однако становится известно, что к Земле приближается метеорит, который уничтожит всех динозавров, и ничего с этим не поделать. Подростки должны смириться с собственным надвигающимся исчезновением, постараться ярко прожить отведённый остаток жизни. Это сподвигнет их на совершение смелых поступков и поиск отношений, на которые они бы не решились при обычных обстоятельствах.

## Разработка
Разработкой игры занималась KO_OP — независимая студия, расположенная в Монреале, Канада. Она известна разработкой и выпуском игры Gnog. Команда упоминала, что значительная часть их разработчиков и художников состоит из представителей ЛГБТК+ и им было крайне важно включить квир-репрезентацию в игру, чтобы порадовать квир-игроков.
Разработка игры началась с идеи создать эмоциональную историю с героями, оказавшимися в непредвиденной ситуации и то, как в сложной для себя ситуации они проходят через личностный рост, самореализуются, находят новые связи и любовь. Идея ввести динозавров возникла случайно, команда также вдохновлялась разными аниме, сериалами и фильмами. Данный период пришёлся на пандемию COVID-19 и карантинные меры, что усиливало у команды чувство неопределённости. Goodbye Volcano High в итоге задумывалась, как повествовательная игра для любителей Night in the Woods или Life is Strange. Команда хотела создать игру, выдержанную в ярком и анимационном стиле с вниманием к мелким деталям. Известно, что в 2020 году разработчики поменяли команду сценаристов и полностью переписали повествование. Это в итоге повлияло на запоздалый релиз игры в сравнении с изначальными планами. Создатели указывали на разногласия по поводу старого сценария, указывая на ряд нерешаемых сюжетных недостатков, а также на некоторые детали, которые игроки могли бы счесть спорными. Разработчики упоминали например, что в изначальном сценарии Насер выступал отрицательным персонажем. И в ранней и в окончательной версии присутствует метеорит, который уничтожит мир динозавров. Разработчики назвали его метафорой — страхом выпускников перед новой и взрослой жизнью. Хотя Goodbye Volcano High затрагивает тему апокалипсиса, вопреки традициям данного жанра, сценаристы хотели передать в своей истории в целом позитивный настрой, и создать комедию-драму. С точки зрения жанра сюжет скорее приближен к подростковым сериалам типа «Спасённые звонком», «Ривердейл» или «Хулиганы и ботаны».
Игра была анонсирована ещё в 2020 году с ориентировочной датой выхода в 2021 году для PS5. Она была впервые представлена во время онлайн-презентации «Future of Gaming», посвящённой демонстрации игровой приставки PlayStation 5. Тем не менее, план разработки был сорван пандемией COVID-19, а также тем, что команда решила полностью переписать сюжет. В итоге релиз был перенесён на 2021 год. Разработчики также замечали, что не хотели перегружать команду и подрывать её психическое здоровье в связи с организационными проблемами, возникшими из-за пандемии, предпочитая передвигать дату выхода игры. Выпуск игры в итоге был перенесён на 2023 год. Игра демонстрировалась на мероприятии Sony State of Play в феврале 2023 года, где был продемонстрирован игровой процесс и объявлена дата выхода — 15 июня 2023 года на PS4, PS5 и ПК, однако релиз был отодвинут на август.

## Реакция и споры
Ещё в 2020 году, после релиза игра привлекла повышенное внимание у пользователей сети из-за небинарного главного героя, а также того, что разработчики игры декларировали открытую поддержку ЛГБТ. В том числе и благодаря необычному сеттингу, ярким и запоминающимся дизайнам героев, у игры достаточно быстро сформировалась своя фанатская база. Одновременно игра стала предметом отрицательного внимания у пользователей 4chan, придерживающихся альт-райт взглядов и начавших высмеивать игру и её разработчиков, оставляя трансфобные и гомофобные комментарии. Команда KO_OP, открыто придерживающаяся идей политкорректности, стала рьяно защищаться от нападков троллей, тем самым привлекая к себе ещё больше негативного внимания. В итоге тролли из 4chan организовали травлю разработчиков KO_OP и рейды на их discord-каналы. Из-за постоянных рейдов разработчикам пришлось сделать свои discord-группы закрытыми, где для вступления требуется подать заявку.

### Snoot Game
Snoot Game стала «фанатским» и пародийным проектом, созданным анонимным пользователем 4chan, в данной игре были взяты образы героев из Volcano High, но с полностью другой историей. Создатель игры описывал свой проект как критику персонажей из Volcano High. Сюжет в игре явно склоняется к ценностям альтернативных правых, наполнен анти-квир риторикой. В частности игрок управляет «аноном» — героем-человеком без лица, являющимся воплощением анонимного пользователя 4chan. Фэнг в пародии — это несчастный и сбитый с толку подросток, с подтекстом того, что на самом деле она девушка. В счастливой концовке она влюбляется в Анона и находит силы в себе признать себя обратно девушкой и что небинарная индентичность была навязана ей токсичным окружением в школе. В одной из «плохих» концовок Фэнг устраивает массовую стрельбу в школе. Несмотря на анти-квир риторику, игра была высоко оценена за её сюжет и психологическое углубление персонажей.
У Snoot Game сформировалась своя фанатская аудитория, состоящая по большей части из пользователей 4chan. Обе фанатские базы — игры-оригинала и пародии — враждебны друг к другу и организовывают обоюдную травлю. Фанаты Snoot Game создали отдельный сайт для фан-артов, чаще всего это порно-контент.
Так как в обеих играх используются одинаковые образы и к ним создаются фан-арты, возникает необычная ситуация, что зачастую невозможно определить, кем был создан конкретный арт, фанатом игры или её пародии. Это создало запутанную среду для авторов фан-арта, которых могут заподозрить и обвинить в создании артов к Snoot Game, хотя это может быть не так. Сами разработчики запрещают публикацию на официальных форумах фан-арта Snoot Game, называя саму игру оскорбительной и утверждая, что она нанесла моральный ущерб некоторым разработчикам.

## Рецензии
| Сводный рейтинг       | Сводный рейтинг          |
| Агрегатор             | Оценка                   |
| --------------------- | ------------------------ |
| Metacritic            | (PC) 82/100 (PS5) 81/100 |
| Иноязычные издания    |                          |
| Издание               | Оценка                   |
| Eurogamer             | [ 27 ]                   |
| GamesRadar+           | [ 28 ]                   |
| Hardcore Gamer        | 4/5                      |
| Русскоязычные издания |                          |
| Издание               | Оценка                   |
| StopGame.ru           | Похвально                |

Обозревательница Eurogamer дала игре максимальную оценку, заметив, как в игре передаётся чувство ностальгии по драматическим сериалам 90-х и начала 2000-х годов. Goodbye Volcano High впечатлила своим продуманным звуковым сопровождением средствами передачи повествования. Игре отлично удаётся передать школьную атмосферу, с её изысканным пауэр-попом и представить потрясающую историю, сочетающую обыденный подростковый мир с наступавшим неизбежным концом. Критик GameGrin признался, что не мог описать испытанные эмоциональные переживания. Он отдельно похвалил музыкальную часть игры, озвучивание и интересную и продуманную вселенную подростков — динозавров. Рецензент GamesRadar+ назвал Goodbye Volcano High проникновенной драмой о взрослении подростков-динозавров, столкнувшихся с неопределенным будущим. Игра позволяет наслаждаться музыкой, увлекательной диалоговой системой и прожить жизнью молодого квир-героя, не прекращающего мечтавшего перед лицом надвигающейся катастрофы. Британская редакция GameReactor заметила, что Goodbye Volcano High выглядит как скрещение антропоморфных динозавров с типичным подростковым шоу от Netflix.
Некоторые оценки были сдержанными, например критик Digital Spy при интересной концепции подростков — динозавров, встречавших конец света, признался, что чувствовал, что провёл время зря за игрой. Рецензент New Game Network заметил с одной стороны хорошее музыкальное исполнение в игре, хорошие диалоги и приятную визуальную составляющую, однако игра спотыкается о заметные проблемы с сюжетной линией и многими несоответствиями в истории, что не позволило игре раскрыть весь свой потенциал. Критик GamersHeroes также отметил посредственную и слишком пресную историю, сама игра скорее сгодится любителям аниме в жанре повседневность.